# Огничное
Огни́чное (Огни́чный) — упразднённый посёлок, существовавший на территории Дмитровского района Орловской области до 2004 года. Входил в состав Горбуновского сельсовета.

## География
Располагался в 6,5 км к востоку от Дмитровска. Состоял из одной улицы, протянувшейся с северо-запада на юго-восток. Ближайшие населённые пункты — посёлки Седлечко и Топоричный, сёла Морево и Соломино.

## История
Основан в начале XX века переселенцами из соседнего села Соломино. В 1926 году в Огничном было 11 дворов, проживало 69 человек (35 мужского пола и 34 женского). В то время посёлок входил в состав Соломинского сельсовета Лубянской волости Дмитровского уезда. Позднее передан в Горбуновский сельсовет. С 1928 года в составе Дмитровского района. В 1930-е — 1940-е годы крестьянские хозяйства Огничного входили в состав колхоза «Седлечко»  (центр в п. Седлечко). В 1937 году в посёлке было 16 дворов. 
Во время Великой Отечественной войны, с октября 1941 года по август 1943 года, находился в зоне немецко-фашистской оккупации. В ходе Курской битвы, 9 августа 1943 года, 70-я советская армия, встретив упорное сопротивление немцев, вела бой на территории посёлка, имея незначительное продвижение вперёд. Советские воины, павшие в бою за посёлок, после войны были перезахоронены в братской могиле в деревне Горбуновке.
На войне погибли жители Огничного: Егор Степанович Сёмкин (1917—1943), Алексей Александрович Тюрин (1911—1944). Вернулись с Победой: Андрей Степанович Сёмкин (1906—1988), Николай Сергеевич Сёмкин (1923). 
Последние постоянные жители покинули посёлок в 1970-е годы. К началу 2000-х годов посёлок представлял собой полностью опустевший населённый пункт. Упразднён 15 октября 2004 года.

## Население
| 69 | 0 | 0 |